# Heckler & Koch G11
L'Heckler & Koch G11 è un prototipo di fucile d'assalto in configurazione bullpup sviluppato durante gli anni che vanno dal 1960 al 1980 inoltrato dal GSHG (Gesellschaft für Hülsenlose Gewehrsysteme), un conglomerato di imprese che fanno capo alla fabbrica d'armi Heckler & Koch.

## Storia
Il progetto venne avviato quando il governo dell'allora Germania occidentale decise di sostituire i lunghi fucili Heckler & Koch G3 con un moderno e più leggero fucile d'assalto che avesse una maggiore cadenza di fuoco. Gli studi iniziali portarono all'idea di un fucile di piccolo calibro e a fuoco rapido con munizioni caseless, cioè senza bossolo. Al fine di garantire un accettabile potere d'arresto e vulnerante, il fucile doveva essere in grado di sparare raffiche brevi e controllate di 3 colpi e inoltre avere un caricatore di grande capienza.
Per quanto riguarda il munizionamento senza bossolo tutti gli studi di progettazione e fattibilità sono stati condotti dalla società tedesca Dynamit Nobel Gmbh. Tale fucile è universalmente molto rinomato per il particolare munizionamento che utilizza, composto da proiettili senza bossolo. Nel 1990, la H&K terminò lo sviluppo del G11, inteso soprattutto per l'uso da parte del Bundeswehr e della NATO. Sebbene tecnicamente l'arma sia stata un successo, la produzione di massa non è mai cominciata anche in seguito al cambio di politica della Germania dopo la riunificazione. Al mondo esistono solamente un migliaio di modelli, molti dei quali nelle mani degli agenti del Bundeswehr. Benché avesse all'epoca suscitato interesse anche negli altri paesi del blocco NATO, il G11 non è stato adottato ed il suo posto è stato preso dal Heckler & Koch G36, tuttavia alcune versioni del G11 sono state utilizzate nel programma “ACR” (Advanced Combat Rifle) degli Stati Uniti.
Dal 2004, la tecnologia del G11 è stata adoperata nel progetto Lightweight Small Arms Technologies, il suo progetto attuale è lo sviluppo di una nuova mitragliatrice leggera per lo U.S. Army. L'idea è quella di proseguire con due tipi di munizioni telescopiche (ovvero delle munizioni in cui l'ogiva in piombo è inserita all'interno del combustibile in modo da risparmiare spazio): la prima identica a quella usata nel prototipo del G11, la seconda dotata di un involucro composito.

## Aspetti tecnici
Il meccanismo di alimentazione è molto complesso ma in questa sua complessità veloce e affidabile. Le munizioni sono caricate nell'arma grazie ad un caricatore a stecca che viene alloggiato parallelamente alla canna. I colpi sono disposti con la punta verso il basso ed entrano nel corpo dell'arma in questa posizione, poi vengono ruotati di 90 gradi in senso orario per essere sparati.
La meccanica dell'arma risulta ben più complessa di quella dei prototipi precedenti, tanto che la sua meccanica venne comparata inizialmente a quella di un orologio meccanico. La manutenzione dell'arma presenta alcuni punti interrogativi: la mancanza di un otturatore verso l'esterno limita i problemi dovuti all'infiltrazione di agenti esterni nei meccanismi dell'arma; per contro, non si sa quale sia l'impatto sui meccanismi della polvere di combustione utilizzata nelle munizioni.
Il processo di sparo è approssimativamente:
1. La ruota di armamento viene ruotata in senso orario dall'operatore.
2. Un colpo viene inserito nel dispositivo ruotante in posizione verticale (un pistone assiste il processo).
3. Il dispositivo ruota in senso orario finché il proiettile non è allineato con la canna, Questa azione completa il processo di armamento e attiva il grilletto dell'arma.
4. Tirando il grilletto, il percussore dell'arma colpisce l'innesco del proiettile che incendia una parte del propellente che spinge il proiettile nella canna. Il blocco di propellente solido in cui è inserita l'ogiva in piombo si disintegra per il calore e genera una forte spinta che aumenta la velocità del proiettile lungo la canna.
5. Mentre il proiettile è accelerato lungo la canna, la forza del rinculo fa arretrare canna, caricatore, camera di scoppio e meccanismo di caricamente assieme all'arma dissipando energia in modalità automatica o semiautomatica, e permettendo di sparare rapidamente tre colpi in rapidissima successione prima che il rinculo sposti la mira.
6. Il recupero dei gas dalla canna riattiva il meccanismo rotante che carica nuovamente un proiettile dal caricatore.

Nel caso che uno dei proiettili non parta correttamente, o che si stiano usando le munizioni da allenamento, il fucile può essere scaricato manualmente ruotando controverso la ruota di armamento, che fa uscire il proiettile non esploso da uno sportello d'emergenza posto sul lato inferiore del fucile e carica il prossimo colpo ruotando in senso orario.

### Modalità di fuoco
Son presenti tre modalità di fuoco: semiautomatica, automatica (con cadenza di 460 colpi al minuto) e raffica controllata da tre colpi a circa 2000 colpi al minuto come rateo per ogni raffica (ovvero all'incirca 36 colpi al secondo).
Quando si usa a modalità a raffica controllata, l'utilizzatore dell'arma non avverte il rinculo fintanto che il terzo colpo non ha lasciato la camera di scoppio. Per ottenere tale risultato il fucile è costruito in modo che il meccanismo di alimentazione e la canna arretrino all'interno del corpo del fucile. I tre colpi sono incamerati tutti durante l'arretramento del meccanismo. Quando i colpi sono stati sparati, la canna, il caricatore, la camera di scoppio e il meccanismo di armamento arretrano nel corpo del fucile fino a comprimere quasi totalmente le molle. Solo quando le parti colpiscono il retro del fucile l'utilizzatore avverte il contraccolpo.
Quando i meccanismi interni raggiungono la posizione di massimo arretramento la distensione delle molle riporta il fucile nella sua condizione originale, pronto a sparare. Durante le modalità automatica e semi-automatica il fucile carica un solo colpo ad ogni arretramento, e proprio questo fatto riduce la cadenza di fuoco ad appena 460 colpi al minuto.

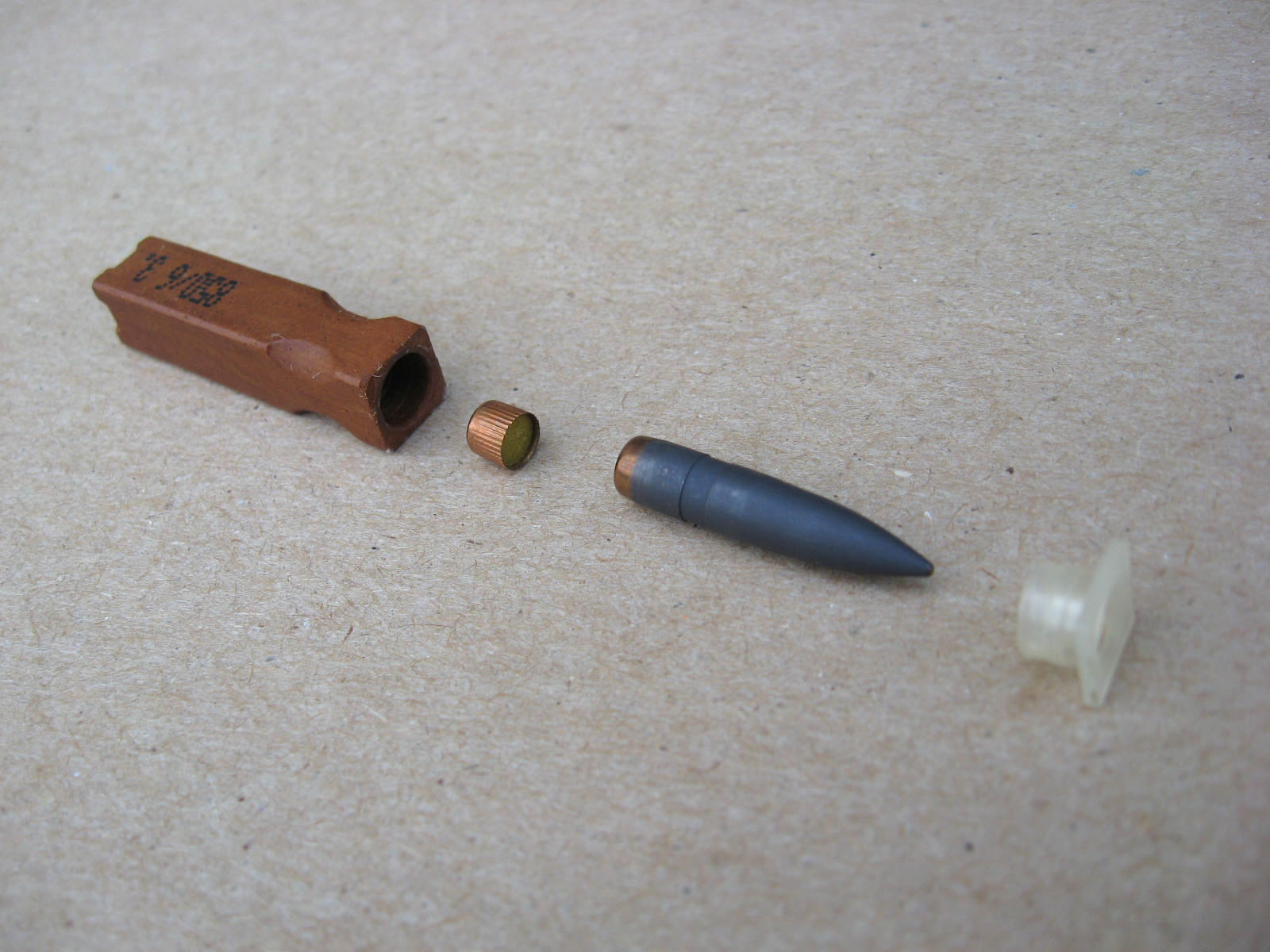
Una cartuccia 4,73 × 33 mm

### Le munizioni
L'arma usa munizioni senza bossolo 4,73 × 33 mm, con il propellente sagomato in blocchetti rettangolari. Il proiettile è ricoperto dalla carica di lancio ed assomiglia ad un mattoncino.
L'assenza del bossolo presenta notevoli vantaggi, in quanto l'intero meccanismo di estrazione del bossolo non occorre più e le munizioni sono più leggere. Dato l'utilizzo di munizioni caseless il G11 non ha fase di estrazione ed espulsione, ma anche il meccanismo rotante ha una fase di blocco, infatti la rotazione per l'allineamento con la canna può essere considerata come una fase di blocco o sblocco.
Molti esperti hanno avanzato alcuni dubbi sulla munizione tipo caseless: questa lascerebbe residui carboniosi, e potrebbe essere intaccata dagli agenti atmosferici o nelle fasi di caricamento (prima nel lungo caricatore da 45-50 colpi e poi dal caricatore alla camera di scoppio). Ma tutte queste critiche sono state ampiamente superate durante i test.
Il G11 ha superato, infatti, tutte le prove, ma alla fine non è stato adottato per mancanza di fondi a causa della più prioritaria riunificazione politico-territoriale delle due Germanie.
Il G11 della Heckler & Koch rappresentava una concezione decisamente molto rivoluzionaria nell'ambito dei moderni fucili d'assalto, per quanto l'arma non sia stata adottata dall'esercito tedesco.

## Varianti

### G11 ACR
Per la versione HK G11 ACR, la variante sviluppata negli Stati Uniti, furono sviluppate persino delle munizioni particolari calibro 4,92 mm.
Il proiettile 4,73 mm è all'incirca la metà di un 5, 56 × 45 mm in quanto a peso e circa il 40% in quanto volume. La balistica del proiettile è simile a quella del 5,56 mm NATO, ma in seguito a urti violenti il rallentamento rapido del proiettile lo rende molto meno penetrante e letale del 5,56 mm. Non è perfettamente chiaro il grado di frammentazione di tale proiettile, ma certamente questa caratteristica potrebbe rendere più letale il proiettile.
Lo scopo di tale progetto era quello di creare un fucile d'assalto che potesse incrementare la possibilità di colpire un bersaglio con raffiche controllate ma molto rapide. Un test per questa caratteristica venne effettuato usando un prototipo di fucile a pompa, l'HK CAWS, per poter vedere come un dispositivo a colpo singolo multi proiettile potesse raggiungere una buona portata e una buona precisione. I risultato indicarono che l'uso di proiettili sparati in sequenza, e con estrema rapidità, avrebbe avuto l'effetto di un fucile a pompa su brevi distanze ma la precisione su medie e lunghe distanze paragonabili a quelle dei normali fucili d'assalto.

## Nell'arte
- In ambito videoludico, il G11 compare nei videogiochi Chaser, Call of Duty: Black Ops e Metal Gear Solid: Peace Walker. Syphon Filter 2, Syphon Filter 3, Girls' Frontline